# سیارک ۲۷۴۰
سیارک ۲۷۴۰ (به انگلیسی: 2740 Tsoj، نامگذاری:1974SY4) دو هزار و هفتصد و چهلمین سیارک کشف شده‌است که در ۲۶ سپتامبر ۱۹۷۴ کشف شد.
قدر مطلق سیارک برابر ۱۱٫۷۰ است.